# 脇川郵便局
脇川郵便局（わきかわゆうびんきょく）は新潟県村上市にある郵便局。
かつては郵便区番号「959-36」の配達を受け持つ集配郵便局であったが、現在は大川谷郵便局に移管され無集配郵便局となっている。

## 概要
住所：〒959-3653 新潟県村上市寒川37

## 沿革
- 1880年（明治13年）9月1日 - 五等郵便局の濱新保郵便局として開局[1]。
- 1885年（明治18年）10月16日 - 貯金預所開設[2]。
- 1886年（明治19年）4月26日 - 三等郵便局となる[3]。
- 1890年（明治23年）12月16日 - 郵便為替事務開始、但し小為替振出事務は取り扱わず[4]。
- 1892年（明治25年）7月1日 - 小為替振出事務開始[5]。
- 1900年（明治33年）7月1日 - 小包郵便事務開始[6]。
- 1901年（明治34年）2月16日 - 岩船郡下海府村大字脇川に移転し、脇川郵便局に改称[7]。
- 1910年（明治43年）10月26日 - 電信事務開始[8]。
- 1924年（大正13年）7月31日 - 羽越線村上駅 - 鼠ケ関駅間開通に伴い鉄道郵便線路開通、その受渡局となる[9]。
- 1931年（昭和6年）1月1日 - 電話通話事務開始[10]。
- 1955年（昭和30年）4月1日 - 下海府村が合併し、山北村の郵便局となる。
- 1965年（昭和40年）11月3日 - 町制施行により、山北町の郵便局となる。
- 1976年（昭和51年）1月21日 - 電話交換業務廃止、山北電報電話局に移管[11]。
- 1981年（昭和56年）8月1日 - 風景入通信日附印使用開始[12]。
- 1984年（昭和59年）2月1日 - 鉄道郵便受渡廃止[13]。
- 2006年（平成18年）9月25日 - 集配業務の全部を村上郵便局に移管。
- 2008年（平成20年）4月1日 - 山北町が合併し、村上市の郵便局となる。